# 特賴恩 (北卡羅萊納州加斯頓縣)
特賴恩（英語：Tryon）是位於美國北卡羅萊納州加斯頓縣的非建制地區。

## 地理
特賴恩所處的海拔為高於海平面302米（即991英呎），而該地所採用的時區為UTC-5，即北美东部时区（EST）。同時該地設有夏令時間，為UTC-5調快一小時，即UTC-4（EDT）。